# Saint-Aubin-d'Aubigné
Saint-Aubin-d'Aubigné is een gemeente in het Franse departement Ille-et-Vilaine (regio Bretagne). De plaats maakt deel uit van het arrondissement Rennes. Saint-Aubin-d'Aubigné telde op 1 januari 2022 4.231 inwoners.

## Geografie
De oppervlakte van Saint-Aubin-d'Aubigné bedroeg op 1 januari 2022 23,52 vierkante kilometer; de bevolkingsdichtheid was toen 179,9 inwoners per km².

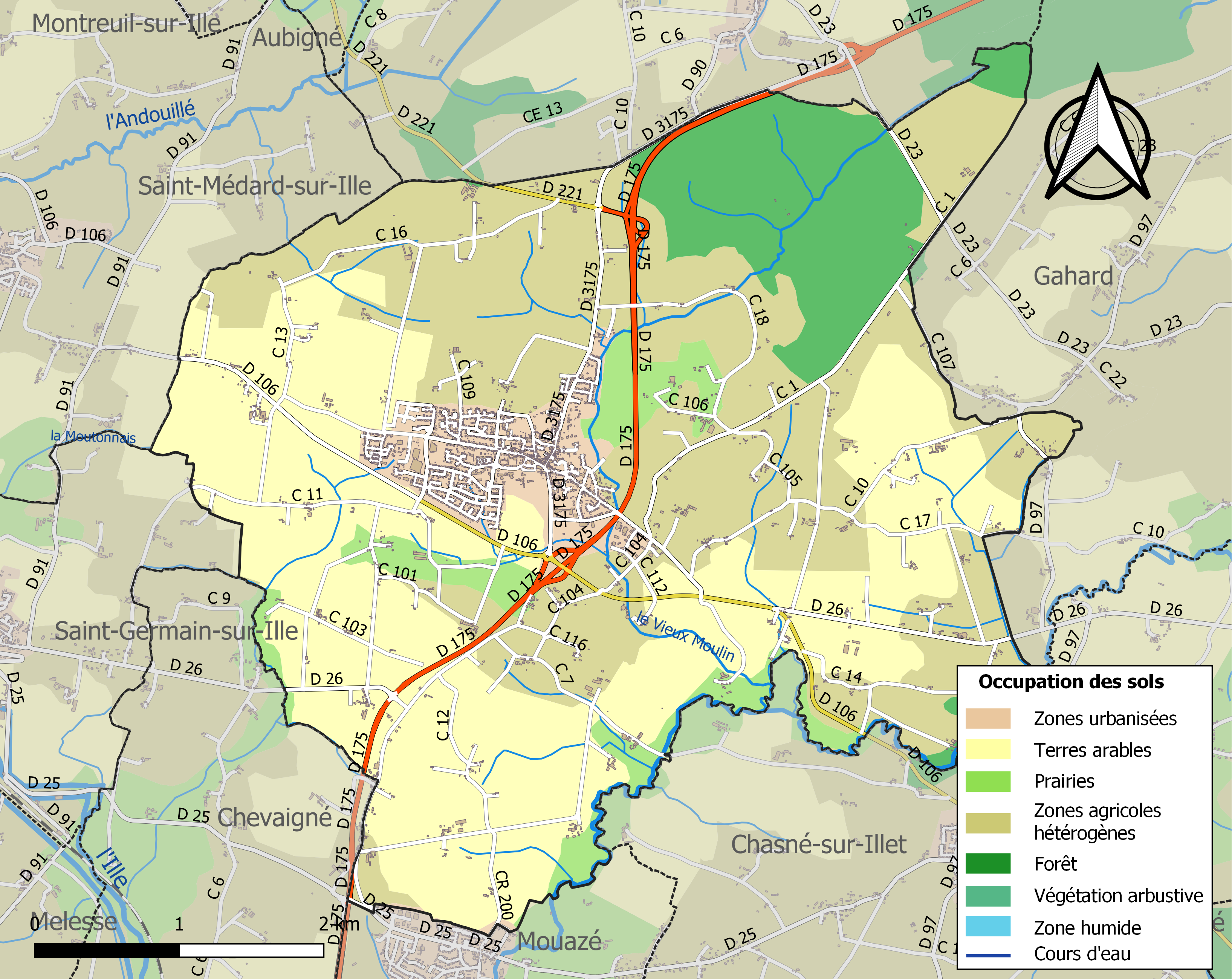
Kaart van de gemeente met belangrijkste infrastructuur, bodemgebruik en omliggende gemeenten

## Demografie
Onderstaande figuur toont het verloop van het inwonertal, bron: INSEE-tellingen. 